# إليجاه نيكولاس ويلسون
إليجاه نيكولاس ويلسون (بالإنجليزية: Elijah Nicholas Wilson)‏ هو كاتب سير ذاتية وقسيس أمريكي، ولد في 8 أبريل 1842، وتوفي في 26 ديسمبر 1915.